# Chamobates dentatus
Chamobates dentatus är en kvalsterart som beskrevs av Mihelcic 1956. Chamobates dentatus ingår i släktet Chamobates och familjen Chamobatidae. Inga underarter finns listade i Catalogue of Life.